# Heves
Pour les articles homonymes, voir Heves (Ville).
Heves est un comitat du nord de la Hongrie.

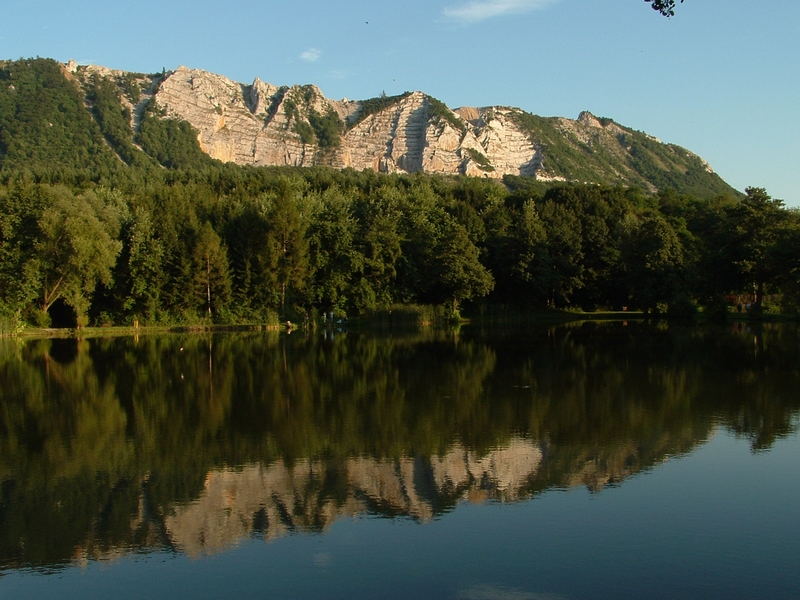
Pierre du mont Bél dans le parc national de Bükk

## Organisation administrative

### Districts
Jusqu'en 2013, le comitat était divisé en micro-régions statistiques (kistérség). À la suite de la réforme territoriale du 1er janvier 2013, elles ont été remplacées par les districts (járás) qui avaient été supprimés en 1984. Désormais, le comitat est subdivisé en 7 districts :
| District                 | Siège        | Superficie | Population | Localités |
| ------------------------ | ------------ | ---------- | ---------- | --------- |
| District de Bélapátfalva | Bélapátfalva | 180,89     | 8 710      | 8         |
| District d'Eger          | Eger         | 602,05     | 87 440     | 22        |
| District de Füzesabony   | Füzesabony   | 578,56     | 29 910     | 16        |
| District de Gyöngyös     | Gyöngyös     | 750,78     | 74 607     | 25        |
| District de Hatvan       | Hatvan       | 352,16     | 50 585     | 13        |
| District de Heves        | Heves        | 697,68     | 33 382     | 17        |
| District de Pétervására  | Pétervására  | 475,07     | 20 702     | 20        |